# 刺激 (生理学)
在生理学中，刺激（stimulus，複數形 stimuli）是能引起机体、组织、细胞发生反应的环境条件变化，分为物理性、化学性和生物性。
在神经生物学中，刺激指的是细胞膜的超过阈值的去极化过程，它能激发动作电位。这种去极化通常能够是细胞外因素引起的。刺激通常被描述為具有正效價或負效價。
如果一种物理或化学刺激能在感受器（例如在感受细胞上的）引起兴奋，就称之为“适宜刺激”（adequate stimulus）。感受器会因应刺激而传递信号（如动作电位）。有时这些信号可被生物體作为一种感觉接受，如视觉。
生物体不但对外界刺激，同时对内在的刺激也会作出反应。一个适宜刺激之后是一个反应。（但这种反应可以被后续的调节所压制）。这条规则不但适用于个体中器官之间，也适用于环境中个体与个体之间。在个体中，神经元是该过程的体现者，它们通过突触与中枢和外周神经节相联系。在那刺激会被分析整合，并触发反应。
在植物中，信号的传递靠的仅仅是化学反应。光对植物来说是非常重要的刺激，其他的刺激分别为温度，化学物质，重力等。这种影响导致反应发生。在整合的过程中，不同的刺激会相互影响。但反射却引发的反应总是无意识的。
感觉会对刺激的光谱和强度（听阈）的反映。人类对于下列刺激会有如下感觉：
- 触觉（皮肤）- 压/痛觉，温度
- 味觉（舌头）- 鹹、酸、甜、苦和鮮

- 嗅觉（鼻）- 气味分子（部分与味觉重合）
- 视觉（眼）- 光和颜色
- 听觉（耳）- 声波

除此之外还有很多其他刺激，如磁场和超声，但不能为人类所感觉得到。

## 概念区分：刺激和兴奋
刺激（如热，压力和痛等）是外在的，例如它会在皮肤的感觉细胞（感受器）发生作用。刺激会在神经细胞引起电位变化，这宗电位变化被称之为冲动。心臟的兴奋或者是兴奋的传导却不需要刺激的存在。只有电信号（但不是电刺激）才能为神经纤维所传导。